# Riothamus
Riothamus is een historische figuur uit het midden van de 5e eeuw, vermoedelijk een krijgsheer die met een legerschare vanuit Britannia de Romeinen te hulp kwam om de Visigoten te bestrijden.

## Historische feiten
Circa 470 zond de Romeinse diplomaat en bisschop van Clermont Sidonius Apollinaris een brief naar Riothamus. In dat jaar begon de westerse keizer Anthemius een campagne tegen Euric, koning van de Visigoten, die binnengedrongen waren in Gallië. Anthemius vroeg hulp aan Riothamus, en de Byzantijnse kroniekschrijver Jordanes schreef, 80 jaar na de feiten, dat Riothamus optrok tegen de Visigoten met 12000 soldaten. De locatie van zijn leger werd echter verraden door de prefect van Gallië, Arvandus, de Romeinse legioenen kwamen te laat, en de Visigoten wonnen de veldslag. Riothamus verdween uit de geschiedenis toen hij zich terugtrok in de buurt van een stad met de naam Avallon.
Wie was deze Riothamus?  Riothamus is de Latijnse vorm van Rigotamos, wat “Grootste Koning” betekent. Riothamus kan dus een titel geweest zijn. De identificatie van Riothamus is een van de sleutelvragen bij een reconstructie van de geschiedenis van Brittannië in de 5e eeuw. Riothamus wordt de koning van de Brittones genoemd.  De vraag is of de Brittones Britten zijn of Bretons.

## Britse koning
Volgens Jordanes viel Riothamus Gallië binnen “via de zee”, wat suggereert dat Riothamus een koning uit Brittannië was. Geoffrey Ashe was de eerste die poneerde dat de persoon die deze titel droeg, Arthur was (wat Riothamus dus de historische figuur achter Koning Arthur maakt), wiens echte naam Artorius was. Een analyse van de Geschiedenis van de Goten van Jordanes en de Historia Regum Brittanniae van Geoffrey of Monmouth toont opvallende parallellen tussen Riothamus en Arthur (zie historische basis voor Koning Arthur).
Latere onderzoekers hebben hierop verder gebouwd en zijn theorie uitgebreid. Artorius zou de schoonzoon van Vortigern zijn, die in 454 zijn schoonvader opvolgde als Hoogkoning in Brittannië, na de opstand van de Saksen. Riothamus organiseerde het Britse leger samen met de legeraanvoerder Ambrosius Aurelianus en versloeg de Saksen. Vanuit Brittannië kwam Riothamus in 470 de Romeinen te hulp, maar werd verraden door zijn afgezant Medraut. Ambrosius Aurelianus bleef achter in Brittannië en greep na diens dood de macht.
Deze theorie stelt ons echter voor enkele problemen.   Het lijkt erop dat de karakters van Ambrosius en Arthur/Artorius hier verwisseld worden. Ambrosius wordt steeds als koning vermeld, terwijl Arthur in de vroegste bronnen slechts een dux bellorum is. Sommige onderzoekers hebben inderdaad gesuggereerd dat de Slag bij Mons Badonicus een grote overwinning was voor de oude Hoogkoning Ambrosius, terwijl de jonge Arthur de eigenlijke aanvoerder was op het slagveld.
Bovendien is het de vraag waarom De Excidio Britanniae, het sermoen van de Britse monnik Gildas uit de 6e eeuw, een van de belangrijkste bronnen over de geschiedenis van deze periode, een figuur als Riothamus, die als Brits Hoogkoning de Romeinen zou te hulp gekomen zijn, niet vermeldt, terwijl hij wel Ambrosius Aurelianus prijst, die slechts een ondergeschikte van Riothamus zou zijn.
De machtsperiode van Riothamus komt volledig overeen met die van Ambrosius Aurelianus (de jaren zestig van de 5e eeuw). Volgens sommige onderzoekers vond de Slag van Mons Badonicus plaats in het jaar 465. Als Ambrosius in dat jaar de macht greep, was hij de enige die op dat moment in staat was een legermacht van 12000 soldaten naar het continent te leiden.  Misschien was de historische figuur achter Riothamus dus wel Ambrosius, die, nadat hij gans Brittannië onder controle had gebracht, zich sterk genoeg achtte om ook een bepalende rol te spelen op het continent.
Anderzijds wordt Ambrosius soms gezien als de historische figuur achter Arthur. Joanna Challis heeft deze verwarring pogen op te lossen door te stellen dat Riothamus, Ambrosius én Arthur één en dezelfde persoon zijn. Zowel arthur als riothamus zouden dan een soort titel zijn, die Ambrosius Aurelianus zich toe-eigende. De theorie dat Ambrosius Riothamus was, botst echter opnieuw met Gildas. Het lijkt weinig waarschijnlijk dat Gildas de grootste campagne van zijn held, Ambrosius, onvermeld zou laten.

## Bretonse koning
Als Riothamus alleen een Bretonse koning was, komt de theorie van Arthur als Riothamus op losse schroeven te staan. Uit enkele heiligenlevens is deze mogelijkheid naar voren gekomen. Riothamus zou een Bretonse prins van Domnonée geweest zijn, geboren circa 435, de zoon van Deroch I.  Na de dood van zijn vader, waarschijnlijk tijdens een burgeroorlog, ging hij in ballingschap naar Brittannië.  Later keerde hij terug om zijn troon op te eisen en versloeg de usurpator, Marchell.
Deze suggestie wordt versterkt door de brief van Sidonius Appolinaris. Appolinaris vroeg Riothamus recht te doen geschieden voor een man, wiens slaven onrechtmatig werden meegenomen door een groep van gewapende Bretons. De verklaring waarom Appolinaris een beroep op hem deed in een plaatselijke Bretonse kwestie, kan liggen in het feit dat Riothamus een Bretonse prins was, met Bretonse jurisdictie. Misschien werd hij later erkend als koning van heel Bretagne. In elk geval was hij circa 470 in staat een Bretons leger van 12.000 soldaten bijeen te brengen, wat er op wijst dat hij de facto de sterke man in heel Bretagne was.